# Kala Tenang
Kala Tenang is een bestuurslaag in het regentschap Bener Meriah van de provincie Atjeh, Indonesië. Kala Tenang telt 236 inwoners (volkstelling 2010).